# CMT Music Award
Il CMT Music Awards (Country Music Television Awards) è una cerimonia di premiazione per i videoclip e gli spettacoli televisivi di genere country. La cerimonia di premiazione si tiene ogni anno a Nashville e viene trasmesso in diretta su Country Music Television (CMT). Le votazioni si eseguono sul sito ufficiale della CMT, CMT.com. È la più antica cerimonia di premiazione di MTV, essendo stata istituita nel 1967 con MTV che l'ha acquisita nel 2000. La prima come spettacolo di premiazione di MTV è stato nel 2001.

## Storia
Il più antico dei riconoscimenti musicali di MTV, è iniziato nel 1967 come Music City News Awards, presentato ogni anno da un giornale del settore a Nashville. Nel 1988, The Nashville Network (TNN), di proprietà di Edward Gaylord, ha iniziato una manifestazione di premi votata dai fan soprannominata Viewers 'Choice Awards per aiutare la rete a celebrare il suo quinto anniversario. Nel 1990, i due premi si sono fusi per diventare TNN / Music City News Country Awards.
Dopo la pubblicazione della pubblicazione di articoli commerciali dopo l'evento del 1999, Country Weekly è diventato lo sponsor presentatore del premio nel 2000, e lo spettacolo era noto come Country Weekly presenta i TNN Music Awards. MTV ha acquisito i premi, e CBS Cable (The Nashville Network e Country Music Television), nel 2000. MTV Networks ha spostato lo spettacolo premi alla rete sorella CMT in seguito. Lo spettacolo del 2001 è stato trasmesso in simulcast su entrambe le reti ed è stato chiamato TNN / CMT Country Weekly Music Awards. Con l'aumento della presenza di MTV, Country Weekly ha concluso la sua breve associazione con la produzione. Durante questa era, i telespettatori hanno votato i nominativi per telefono o per posta in categorie tradizionali come "Entertainer of the Year", "Artista maschile / femminile dell'anno", "Canzone dell'anno", ecc. La maggior parte delle categorie rispecchiava quelle sui CMA Awards e ACM Awards, ad eccezione di tutti i premi sono stati votati dagli spettatori.
Nel 2003, la cerimonia fu spostata ad aprile, ma ritornò a giugno nel 2009 per coincidere con il CMA Music Festival (il rinominato "Fan Fair") e l'afflusso di turisti a Nashville, permettendo anche a molti artisti di andare a Nashville solo una volta.
Il nome della cerimonia è stato cambiato in CMT Music Awards nel 2005, anche se il formato è rimasto lo stesso degli anni precedenti.

## Premi
- Video of the Year
- Female Video of the Year
- Male Video of the Year
- Duo/Group Video of the Year
- Breakthrough Video of the Year
- Collaborative Video of the Year
- CMT Performance of the Year

## Premi speciali

### Equal Play Award
Il Equal Play Award viene conferito come riconoscimento agli individui che lottano attivamente nella lotta all'uguaglianza di genere all'interno della comunità country.
- 2020 - Jennifer Nettles[1]
- 2021 - Linda Martell[2]

### Johnny Cash Visionary Award
Il Johnny Cash Visionary Award riconosce la straordinaria visione musicale,  l'innovazione e le iniziative pionieristiche nell'intrattenimento degli artisti che si sono riconosciuti all'interno della comunità country.
- 2002 - Dixie Chicks[4]
- 2003  - Johnny Cash[4]
- 2004 - Reba McEntire[4]
- 2005 - Loretta Lynn[5]
- 2006 - Hank Williams[6]
- 2007 - Kris Kristofferson[7]

## Primati
Al 2021, l'artista con il maggior numero di vittorie è la cantautrice Carrie Underwood con 23 riconoscimenti.